# أنا لا أريد أن أكون جنديا يا أمي (أغنية)

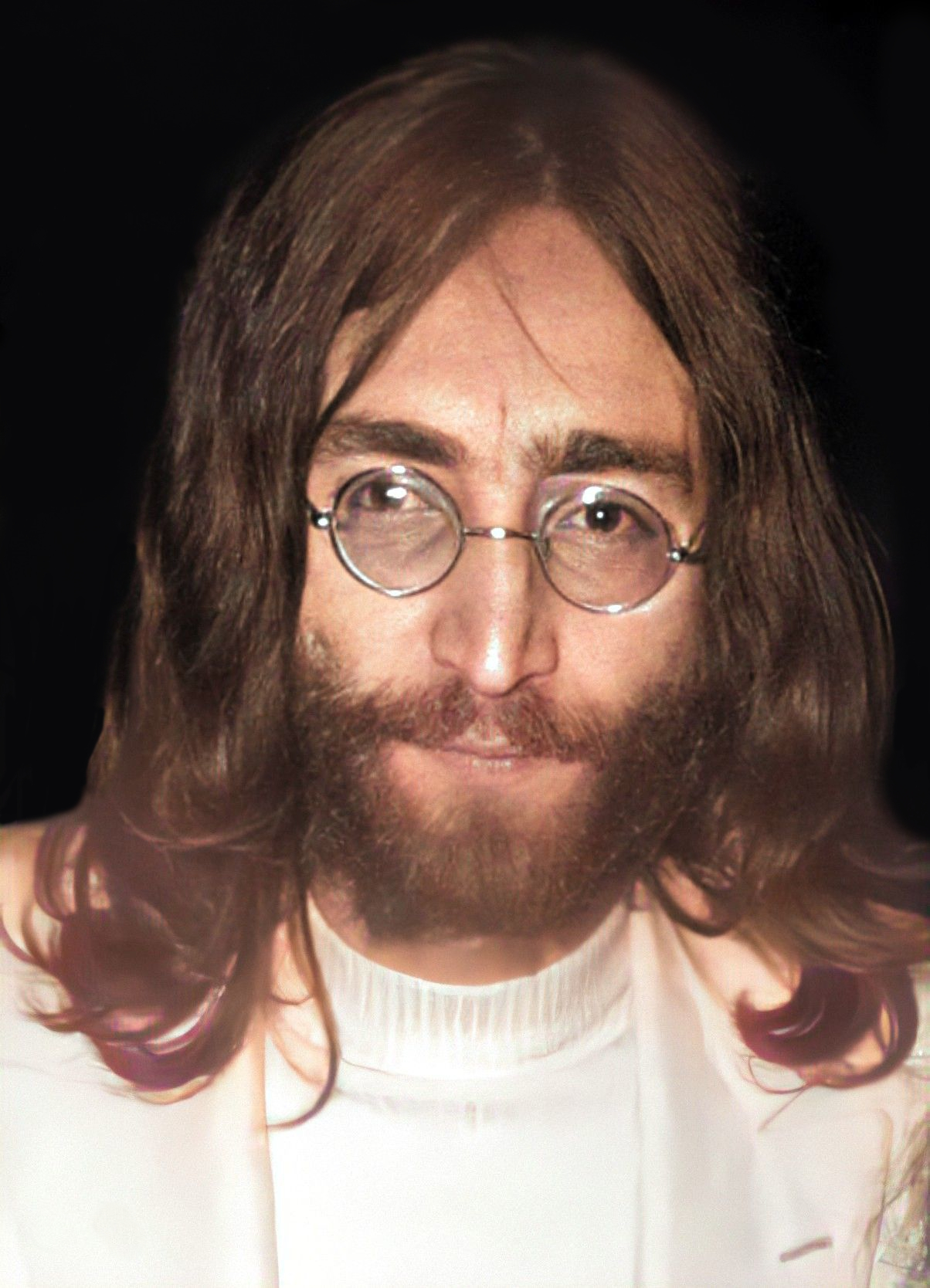

أنا لا أريد أن أكون جنديًا يا أمي (بالإنجليزية: I Don't Wanna Be a Soldier Mama) تعرف ايضًا I Don't Want to Be a Soldier، أغنية كتبها وأداها جون لينون، وصدرت في عام 1971 كأغنية خامسة في ألبومه الثاني «تخيل». تتعارض كلمات الأغنية مع توقعات المجتمع.

## التسجيل
تم تسجيل الأغنية لأول مرة، مع أغنية «إنها صعبة للغاية It's So Hard»، خلال جلسات الأستوديو في فبراير 1971 التي أسفرت أيضًا عن أغنية «القوة للشعب». بدأت الأغنية كتسجيل من العازفين بدون إعداد مسبق studio jam، لم يكن لينون سعيدًا بهذا الإصدار وأعاد تسجيل الأغنية خلال جلسات تسجيل ألبومه «تخيل».
النسخة الأخيرة من الأغنية هي الأغنية الوحيدة في ألبوم «تخيل» التي تتميز بتأثير منتج الأغاني "فيل سبيكتور" إلى أقصى حد. كان سبيكتور قد ابتدع أسلوب "جدار الصوت Wall of Sound"، وهو عبارة عن صيغة إنتاج موسيقي طورها فيل سبيكتور في استوديوهات "النجمة الذهبية" في الستينيات، بمساعدة مهندس الصوت "لاري ليفين" ومجموعة موسيقيي الجلسات التي عُرفت فيما بعد باسم "طاقم التحطيم" Wrecking Crew". الأغنية هي واحدة من أولى الأغاني التي تم تسجيلها لألبوم «تخيل». تم التسجيل بين 11 – 16 فبراير 1971، وايضا 4 يوليو 1971.
دخل لينون إلى جلسة الاستوديو مدعومًا بالإشادة النقدية لألبومه السابق «جون لينون/ بلاستيك اونو باند John Lennon/Plastic Ono Band»، وكان يهدف إلى الحفاظ على الشعور بالتجريد في تسجيلاته، ومع ذلك، في حين أن الأغاني السابقة كانت مركزة على حدتها البدائية، كانت أغنية «لا أريد أن أكون جنديًا» غامضة، حتى لو تضمنها الكثير من السخط والاحتجاج الذي كان مصدرًا للكثير من أعمال لينون الفردية المبكرة. كانت الأغنية تستمر لمدة ستة دقائق صاخبة مضادة لتوقعات المجتمع.
قال جوي مولاند Joey Molland (عازف جيتار أكوستيك في جلسة الاستوديو): "دخل جون لينون للاستوديو وهو حقًا شديد الذهول، وصاح: "مرحبًا بالجميع!"، كانت الساعة الحادية عشرة ليلًا وكان قد خرج للتو من السرير. كان معنا هناك، نيكي هوبكنز وكلاوس فورمان وجيم كيلتنر ومايك بيندر وكان لينون فظًا معنا، وقحًا تقريبًا، وكنت أنا في حالة من الرهبة، ومندهش للغاية لأنني لا أستطيع العزف. كان يغني وأنا مندهش وأقول "هذا يبدو مثل جون لينون"،
لذلك قمنا بتسجيل الجيتارات الصوتية على ذلك وقال جون، "يمكنك أن تغادر الآن إذا أردت." بدأنا عزف "أنا لا أريد أن أكون جنديًا"، وكنت أنا وتومي إيفانز نعزف معًا، ولم نكن نسمح لشخص ما بطردنا.. كانت الأغنية لا تستقر على أي إيقاع معين. ولكن انتهى بها الأمر أن تكون بهذا التسجيل، مطبوعة ضمن الالبوم، وكانت واحدة من أكثر ليالي حياتي إثارة".
من المثير للاهتمام، ان لينون في مرحلة ما، فكر في استخدام «لا أريد أن أكون جنديًا» لتكون بداية البوم «تخيل»، ولكن في النهاية وربما لحسن الحظ، قرر خلاف ذلك، وأعلن خلال الجلسة: «سنبدأ في البداية بخطى رجل يركض وننتهي بصوت غسل المرحاض». كما نظر في إضافة صوت محرك الدراجات.

## طاقم العزف والتسجيل
جون لينون: غناء وجيتار كهربائي
جورج هاريسون: جيتار منزلق
نيكي هوبكنز: بيانو
جوي مولاند: جيتار أكوستيك
توم إيفانز: جيتار صوتي
كلاوس فورمان: جيتار باس
جيم كيلتنر: طبول
آلان وايت: الفيبرافون
مايك بيندر: الدف
ستيف بريندل: ماراكاس

## استقبال الأغنية
كتبت سارة اندرسون في صحيفة «نيو ميوزيكال اكسبريس NME» في 9 أكتوبر 2017، ان هناك 20 أغنية لجون لينون لم يتم تقديرها كما يجب، وكانت «لا أريد أن أكون جنديًا» واحدة من هذه الأغاني، وكتبت: «هذه من بين أفضل الأغاني المعادية لحرب فيتنام في تلك الحقبة، هي مؤثرة ومباشرة وقوية». كتبت مجلة «فار اوت Far Out» البريطانية: «الأغنية كشخص يسقط على جانب الطريق وسط ألبوم مليء بالقتلة، ولا شك في أن هذا هو نوع من الحشو. انك تشعر بأنها ضعيفة جدًا وسوف تموت في النهاية».
كتب جامي اتكنز على موقع «يو ديسكفر ميوزك udiscovermusic» البريطاني: «الأغنية توضح قدرة لينون على تحويل النقد اللاذع إلى موسيقى مثيرة. كان لينون أول من رفح صوت موسيقاه لمهاجمة العالم... لا يأتي الاحتجاج أكثر صراحة من «لا أريد أن أكون جنديًا»، قد يكون لينون هذا، صاحب الحس الفكاهي الشرير، غير المكترث بما صنعته القوانين والمؤسسات في آرائه، انه هو الأكثر تأثيرًا».
كتب موقع "يلو ساب YELLOW-SUB" الفرنسي: «من الصعب تصور مرشح غير محتمل للانضباط العسكري أكثر من جون لينون، لذلك يمكن أخذ عنوان هذه الأغنية على محمل الجد. ربما كان لهذا العنوان معنى أعمق في ذلك الوقت بالنسبة للشباب الأمريكيين الذين خاطروا بالذهاب إلى فيتنام أكثر من الشباب الإنجليزي».

## كلمات الأغنية
حسنًا، لا أريد أن أكون جنديًا يا أمي، لا أريد أن أموت Well, I don't wanna be a soldier mama, I don't wanna die
حسنًا، لا أريد أن أكون بحارًا يا أمي، لا أريد الطيران Well, I don't wanna be a sailor mama, I don't wanna fly
حسنًا، لا أريد أن أكون فاشلًا يا أمي، لا أريد أن أبكي Well, I don't wanna be a failure mama, I don't wanna cry
حسنًا، لا أريد أن أكون جنديًا يا أمي، لا أريد أن أموت Well, I don't wanna be a soldier mama, I don't wanna die
أوه لا، لا، أوه لا، أوه لا Oh no, oh no, oh no, oh no
حسنًا، لا أريد أن أكون رجلًا ثريًا يا أمي، لا أريد البكاء Well, I don't wanna be a rich man mama, I don't wanna cry
حسنًا، لا أريد أن أكون رجل فقيرًا يا أمي، لا أريد أن أطير Well, I don't wanna be a poor man mama, I don't wanna fly
حسنًا، لا أريد أن أكون محاميًا يا أمي، لا أريد أن أكذب Well, I don't wanna be a lawyer mama, I don't wanna lie
حسنًا، لا أريد أن أكون جنديًا يا أمي، لا أريد أن أموت Well, I don't wanna be a soldier mama, I don't wanna die
أوه لا، لا، أوه لا، أوه لا، هبا Oh no, oh no, oh no, oh no, hey
حسنًا، لا أريد أن أكون جنديًا يا أمي، لا أريد أن أموت Well, I don't wanna be a soldier mama, I don't wanna die
حسنًا، لا أريد أن أصبح لصًا الآن يا أمي، لا أريد أن أطير Well, I don't wanna be a thief now mama, I don't wanna fly
حسنًا، لا أريد أن أكون رجلًا كنسيًا يا أمي، لا أريد أن أبكي Well, I don't wanna be a churchman mama, I don't wanna cry
حسنًا، لا أريد أن أكون جنديًا يا أمي، لا أريد أن أموت Well, I don't wanna be a soldier mama, I don't wanna die
أوه لا، لا، أوه لا، أوه لا، أوه لا، هبا Oh no, oh no, oh no, oh no, oh no, hey

## وصلات خارجية
https://www.imdb.com/title/tt9054356/ أنا لا أريد أن أكون جنديا يا أمي (أغنية)
http://www.johnlennon.com/ أنا لا أريد أن أكون جنديا يا أمي (أغنية)
https://www.beatlesbible.com/people/john-lennon/songs/i-dont-want-to-be-a-soldier/ أنا لا أريد أن أكون جنديا يا أمي (أغنية)